# Sander Cordeel
Sander Cordeel (San Nicolás de Flandes, 7 de noviembre de 1987) es un ciclista belga que fue profesional entre 2011 y 2017.

## Palmarés
2011 
- Gran Premio Impanis-Van Petegem

## Equipos
- Bodysol-Win for Life-Jong Vlaanderen (2006)
- Colba-Mercury-Dourphonie (2011)
- Lotto Belisol Team (2012-2013)
- Vastgoedservice (2014-2015)
  - Vastgoedservice-Golden Palace Continental (2014)
  - Pauwels-Vastgoedservice (2015)
- Vérandas Willems (2016-2017)
  - Verandas Willems Cycling Team (2016)
  - Vérandas Willems-Crelan (2017)